# Colombia's Next Top Model (mùa 3)
Colombia's Next Top Model, Mùa 3 là mùa thứ ba của Colombia's Next Top Model. Chương trình được sản xuất bởi kênh truyền hình Caracol TV vào ngày 10 tháng 1 năm 2017.
Người chiến thắng của mùa này là Alejandra Merlano, 20 tuổi từ Armenia. Cô giành được: giải thưởng tiền mặt trị giá $200.000.000 và 1 chiếc xe mới.

## Thí sinh
| Thí sinh             | Tuổi | Chiều cao               | Quê quán           | Bị loại ở | Hạng |
| -------------------- | ---- | ----------------------- | ------------------ | --------- | ---- |
| Dana Ceballos        | 20   | 1,66 m (5 ft 5+1⁄2 in)  | Cali               | Tập 2     | 13   |
| Catherine Peña       | 23   | 1,78 m (5 ft 10 in)     | Bogotá             | Tập 4     | 12   |
| Valentina Londoño    | 26   | 1,66 m (5 ft 5+1⁄2 in)  | Medellín           | Tập 6     | 11   |
| Valentina Ortiz      | 18   | 1,75 m (5 ft 9 in)      | Bogotá             | Tập 8     | 10   |
| Valentina Lagarejo   | 18   | 1,79 m (5 ft 10+1⁄2 in) | Cali               | Tập 10    | 9    |
| Laura Espada         | 22   | 1,74 m (5 ft 8+1⁄2 in)  | Cali               | Tập 12    | 8    |
| Valentina Caicedo    | 18   | 1,76 m (5 ft 9+1⁄2 in)  | Cali               | Tập 14    | 7    |
| Paula Zamudio        | 22   | 1,74 m (5 ft 8+1⁄2 in)  | Bogotá             | Tập 16    | 6    |
| Sofia Cuello         | 22   | 1,68 m (5 ft 6 in)      | San Juan del Cesar | Tập 18    | 5    |
| Karen Soto           | 20   | 1,81 m (5 ft 11+1⁄2 in) | Cali               | Tập 20    | 4    |
| Sasha Palma          | 22   | 1,80 m (5 ft 11 in)     | Riosucio           | Tập 21    | 3-2  |
| María Camila Giraldo | 22   | 1,73 m (5 ft 8 in)      | Cali               | Tập 21    | 3-2  |
| Alejandra Merlano    | 20   | 1,75 m (5 ft 9 in)      | Armenia            | Tập 21    | 1    |

## Thứ tự gọi tên
| 1  | María                                                                                 | Valentina C.  | Paula         | Sasha         | Alejandra     | Alejandra    | Karen        | Karen     | María       | Sasha     | Alejandra   |  |  |  |  |  |  |  |  |  |
| 2  | Sofia                                                                                 | María         | Valentina La. | Alejandra     | Karen         | María        | María        | Sasha     | Alejandra   | Alejandra | María Sasha |  |  |  |  |  |  |  |  |  |
| 3  | Karen                                                                                 | Karen         | Karen         | Valentina La. | María         | Paula        | Alejandra    | Alejandra | Karen Sasha | María     | María Sasha |  |  |  |  |  |  |  |  |  |
| 4  | Alejandra Catherine Laura Paula Valentina C. Valentina La. Valentina Lo. Valentina O. | Sofia         | Alejandra     | Paula         | Paula         | Sofia        | Sasha        | María     | Karen Sasha | Karen     |             |  |  |  |  |  |  |  |  |  |
| 5  | Alejandra Catherine Laura Paula Valentina C. Valentina La. Valentina Lo. Valentina O. | Laura         | Laura         | Valentina C.  | Valentina C.  | Sasha        | Sofia        | Sofia     | Sofia       |           |             |  |  |  |  |  |  |  |  |  |
| 6  | Alejandra Catherine Laura Paula Valentina C. Valentina La. Valentina Lo. Valentina O. | Valentina Lo. | María         | María         | Sasha         | Karen        | Paula        | Paula     |             |           |             |  |  |  |  |  |  |  |  |  |
| 7  | Alejandra Catherine Laura Paula Valentina C. Valentina La. Valentina Lo. Valentina O. | Alejandra     | Valentina C.  | Laura         | Sofia         | Valentina C. | Valentina C. |           |             |           |             |  |  |  |  |  |  |  |  |  |
| 8  | Alejandra Catherine Laura Paula Valentina C. Valentina La. Valentina Lo. Valentina O. | Valentina La. | Sofia         | Karen         | Laura         | Laura        |              |           |             |           |             |  |  |  |  |  |  |  |  |  |
| 9  | Alejandra Catherine Laura Paula Valentina C. Valentina La. Valentina Lo. Valentina O. | Sasha         | Sasha         | Sofia         | Valentina La. |              |              |           |             |           |             |  |  |  |  |  |  |  |  |  |
| 10 | Alejandra Catherine Laura Paula Valentina C. Valentina La. Valentina Lo. Valentina O. | Valentina O.  | Valentina O.  | Valentina O.  |               |              |              |           |             |           |             |  |  |  |  |  |  |  |  |  |
| 11 | Alejandra Catherine Laura Paula Valentina C. Valentina La. Valentina Lo. Valentina O. | Paula         | Valentina Lo. |               |               |              |              |           |             |           |             |  |  |  |  |  |  |  |  |  |
| 12 | Sasha                                                                                 | Catherine     |               |               |               |              |              |           |             |           |             |  |  |  |  |  |  |  |  |  |
| 13 | Dana                                                                                  |               |               |               |               |              |              |           |             |           |             |  |  |  |  |  |  |  |  |  |

     Thí sinh được miễn loại
     Thí sinh bị loại
     Thí sinh chiến thắng cuộc thi
- Tập 1 là tập casting.
- Trong tập 2, María Camila đã được miễn loại vì đã thể hiện tốt nhất trong buổi chụp hình. Sau khi cân nhắc, các giám khảo đã gọi Sofía và Karen là những người tốt nhất, trong khi chỉ ra Dana và Sasha là người tệ nhất.
- Trong tập 18, Karen, Sasha và Sofia rơi vào cuối bảng. Karen và Sasha đã được cứu chung, và Sofia bị loại.
- Trong tập 20, Sasha đã tiến thẳng vào trận chung kết sau khi được miễn loại vì đã thể hiện tốt nhất trong buổi chụp hình.

### Buổi chụp hình
- Tập 1: Video mở đầu chương trình; Manơcanh (casting)
- Tập 2: Harry Houdini trong bồn nước
- Tập 3: Đánh gối trong đồ lót với người mẫu nam
- Tập 4: Thây ma ở nghĩa trang
- Tập 5: Lính cứu hỏa quyến rũ
- Tập 6: Gợi cảm trong bồn tắm lạnh đầy hoa
- Tập 7: Người dân bản xứ thời xưa
- Tập 8: Hóa thân thành Bachué bao phủ bằng vàng trong hồ
- Tập 9: Ảnh chân dung vẻ đẹp với trang sức cho Masglo
- Tập 10: Tạo dáng với lợn trong chuồng trại
- Tập 11: Ảnh trắng đen người biểu diễn trong rạp xiếc
- Tập 12: Bị bao phủ với dầu trong đồ lót
- Tập 13: Bảy mối tội đầu
- Tập 14: Các thể loại nhảy
- Tập 15: Búp bê sống trong hộp
- Tập 16: Ảnh chân dung cười
- Tập 17: Tạo dáng trên không trong khi bị ném bột
- Tập 18: Ảnh selfie ở những địa điểm tham quan
- Tập 19: Chiến binh đấu với chính họ
- Tập 20: Body painting trong tác phẩm nghệ thuật
- Tập 21: Cleopatra